# Miguel Boyer
Miguel Boyer Salvador (ur. 5 lutego 1939 w Saint-Jean-de-Luz, zm. 29 września 2014 w Madrycie) – hiszpański ekonomista, fizyk, menedżer i polityk, parlamentarzysta, w latach 1982–1985 minister gospodarki i finansów.

## Życiorys
Urodził się we Francji, dokąd jego rodzina wyemigrowała pod koniec wojny domowej. Później rodzina powróciła do Hiszpanii. Miguel Boyer ukończył szkołę średnią w Madrycie, a następnie studia z fizyki i ekonomii na Uniwersytecie Complutense w Madrycie. Działał w socjalistycznym zrzeszeniu studenckim, zaś w 1960 wstąpił do Hiszpańskiej Socjalistycznej Partii Robotniczej. W 1962 za działalność polityczną został zatrzymany, przez kilka miesięcy był tymczasowo aresztowany. Pracował jako fizyk w JEN, radzie do spraw energii jądrowej, został zwolniony z powodów politycznych. Skoncentrował się wówczas na działalności zawodowej jako ekonomista, był zatrudniony w departamencie badań Banku Hiszpanii. W latach 1974–1975 pełnił funkcję dyrektora do spraw badawczych w Instituto Nacional de Industria, następnie do 1978 był dyrektorem do spraw planowania w konglomeracie przemysłowym Unión Explosivos Río Tinto.
W okresie przemian demokratycznych kontynuowało również karierę polityczną. W 1976 wszedł w skład kierownictwa PSOE. W 1977 zrezygnował z działalności w tej partii, przez pewien czas współpracował z organizacją Francisca Fernándeza Ordóñeza. Jeszcze w tym samym roku powrócił do socjalistów. W latach 1979–1980 sprawował mandat posła do Kongresu Deputowanych I kadencji. Był doradcą prezesa banku centralnego i dyrektorem do spraw planowania w Instituto Nacional de Hidrocarburos. Od grudnia 1982 do lipca 1985 sprawował urząd ministra gospodarki i finansów w pierwszym rządzie Felipe Gonzáleza.
Obejmował następnie stanowiska prezesa banku Banco Exterior de Espana (1985) i przedsiębiorstwa inwestycyjnego Cartera Central (1988), a także wiceprezesa koncernu budowlanego FCC (1990). Od końca lat 90. do 2005 zarządzał spółką paliwową CLH.
Odznaczony Krzyżem Wielkim Orderu Karola III (1986).